# Блэк, Генри Кэмпбелл
Генри Кэмпбелл Блэк англ. Henry Campbell Black (17 октября 1860, Оссининг (Нью-Йорк, США) — 19 марта 1927) является основателем Юридического словаря Блэка, авторитетного юридического словаря, впервые опубликованного в 1891 году.
Он также был редактором журнала «Конститьюшнл Ревю» (The Constitutional Review) с 1917 года до самой смерти в 1927 году.